# مارتن ويبر
مارتن ويبر (بالألمانية: Martin Weber)‏ (و. 1890 – 1941 م) هو مهندس معماري، وأستاذ جامعي من ألمانيا . ولد في فرانكفورت .
توفي في فرانكفورت .

## أعمال بارزة
من أهم أعماله:
- Holy Cross Church.